# 下北山村

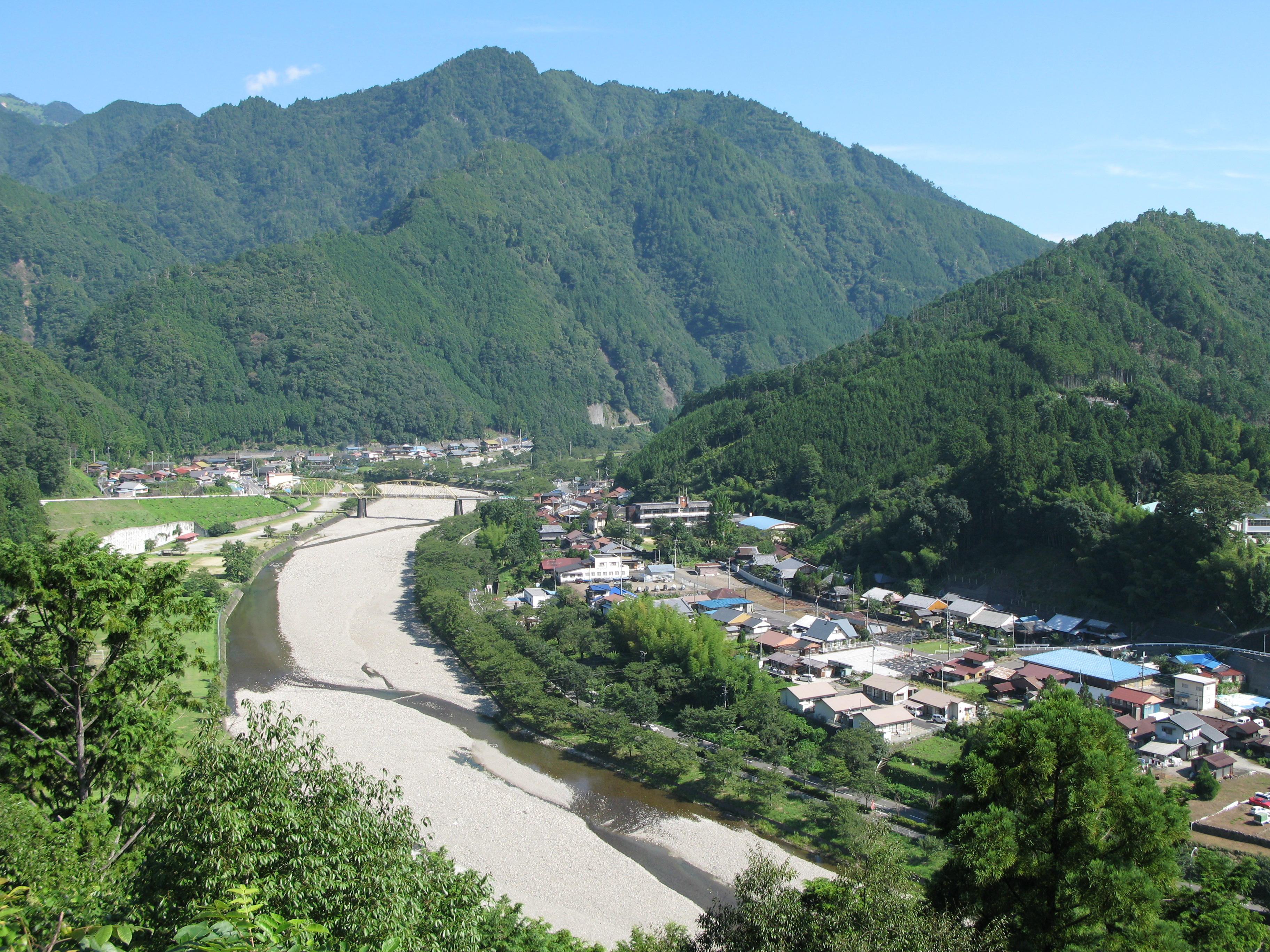
池原集落

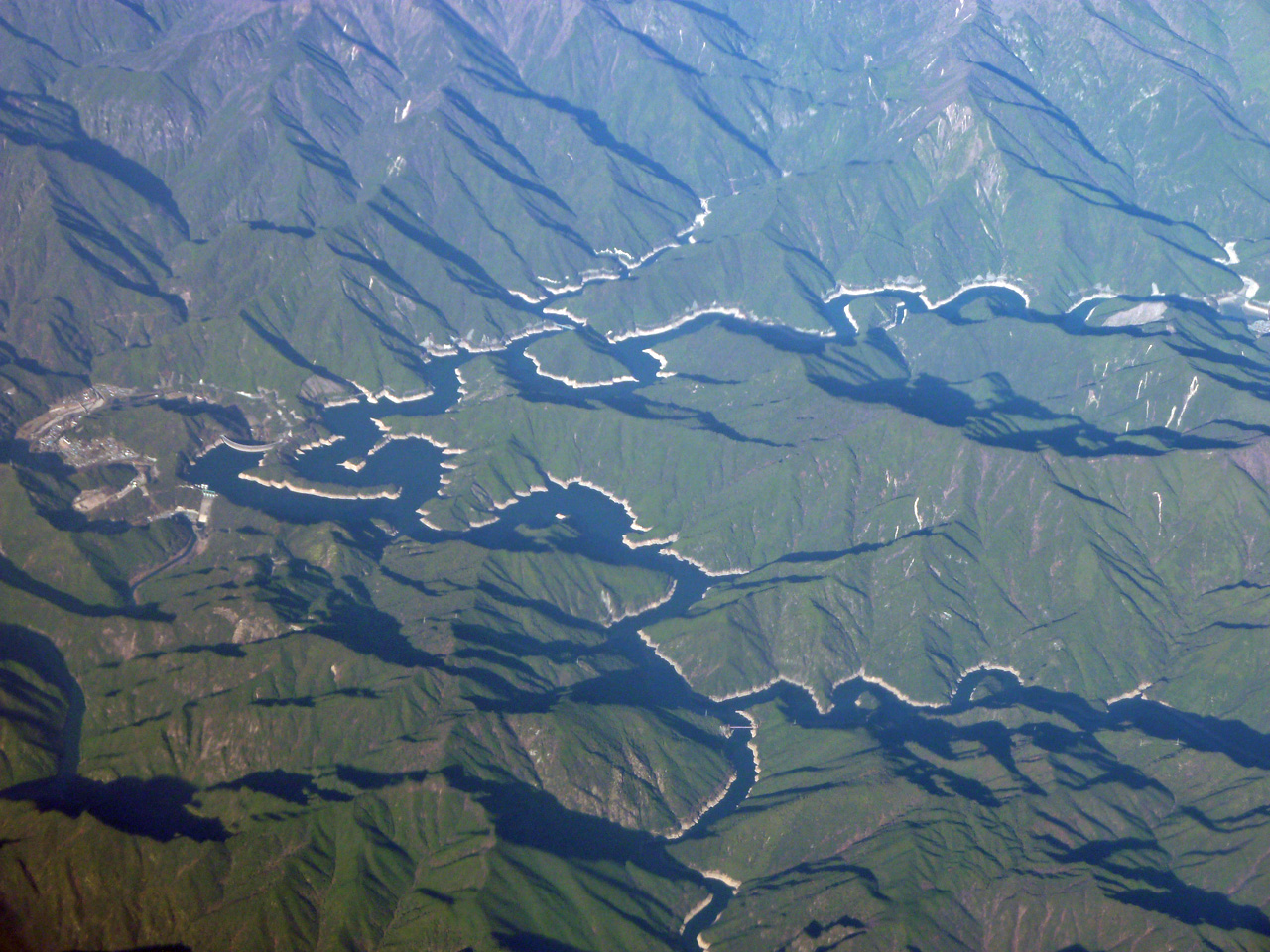
池原貯水池

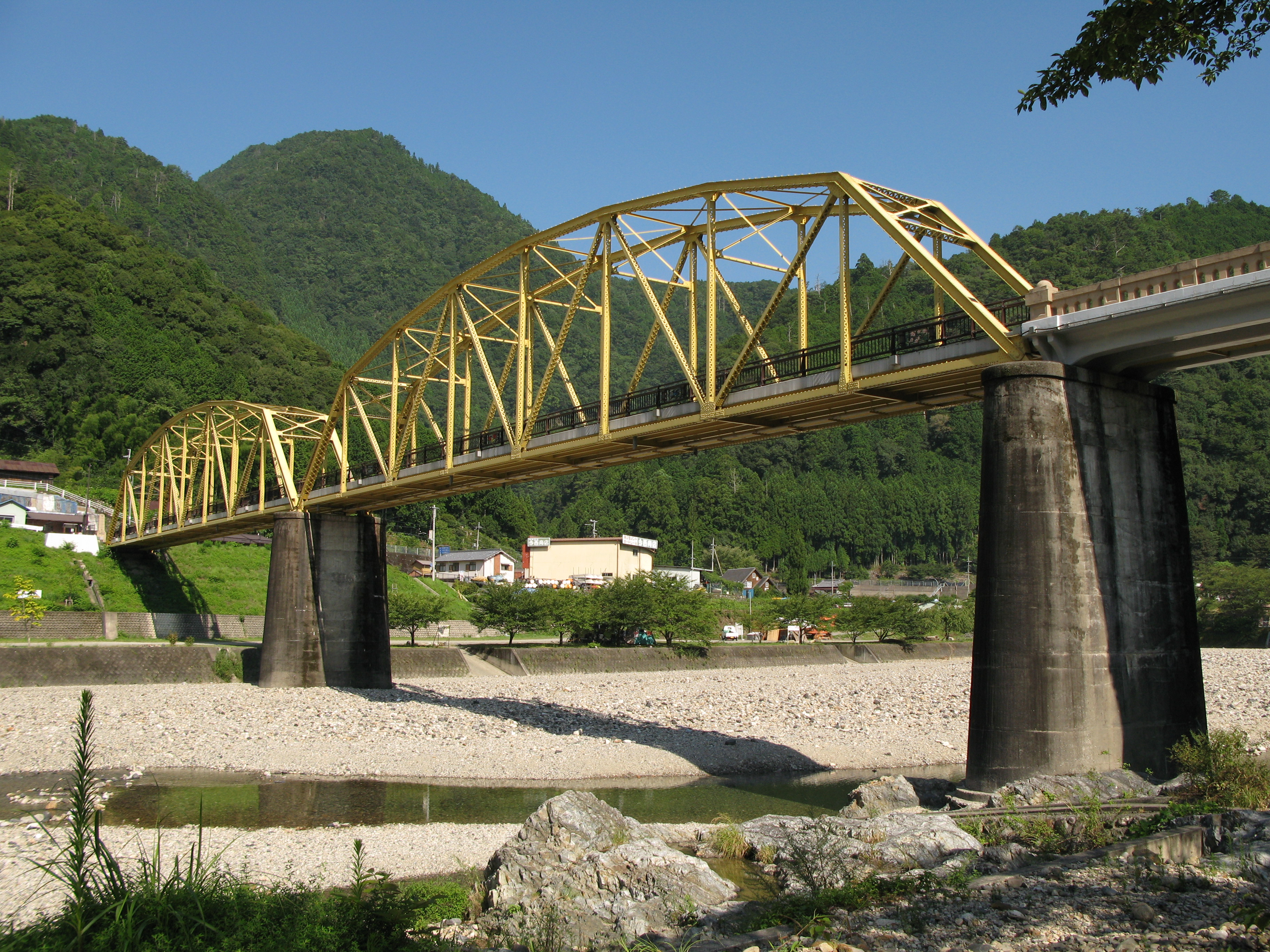
池原橋（左岸下流側から撮影）

下北山村（しもきたやまむら）は、奈良県の南部に位置する村。吉野郡に属する。世界遺産の「紀伊山地の霊場と参詣道」に含まれる大峯奥駈道が縦走し、村内の大部分が吉野熊野国立公園に指定されている。

## 地理
- 山岳：釈迦ヶ岳、地蔵岳
- 河川：北山川、池郷川
- 湖沼：池原貯水池（池原ダム）

### 隣接する自治体
- 奈良県吉野郡上北山村、十津川村
- 三重県熊野市
- 和歌山県東牟婁郡北山村

## 歴史
- 元々、下北山村は紀伊国牟婁郡に属していた[2]。紀伊国北部の山里であることから北山郷と呼ばれ、上組、下組に分かれていた[1]。
- 1889年（明治22年）4月1日 - 町村制の施行により、北山郷下組に属していた上池原村・下池原村・池峯村・寺垣内村・浦向村・佐田村・上桑原村・下桑原村・大瀬村・前鬼村の区域をもって下北山村として発足。

### 村域の変遷
| 明治22年 | 現在 |
| -------- | ---- |
| 奈良県   |      |
| 吉野郡   |      |
| 下北山村 |      |

## 行政
- 村長：南正文（2015年4月初当選）[3]

なお、衆議院議員選挙の選挙区は「奈良県第3区」、奈良県議会議員選挙の選挙区は「吉野郡選挙区」（定数：2）となっている。

### 役場庁舎
1936年から2024年12月27日までは大字寺垣内983番地に庁舎を置いていた。庁舎の老朽化を受け、2025年1月6日より大字寺垣内1002番地の旧下北山小学校の校舎へ移転した。

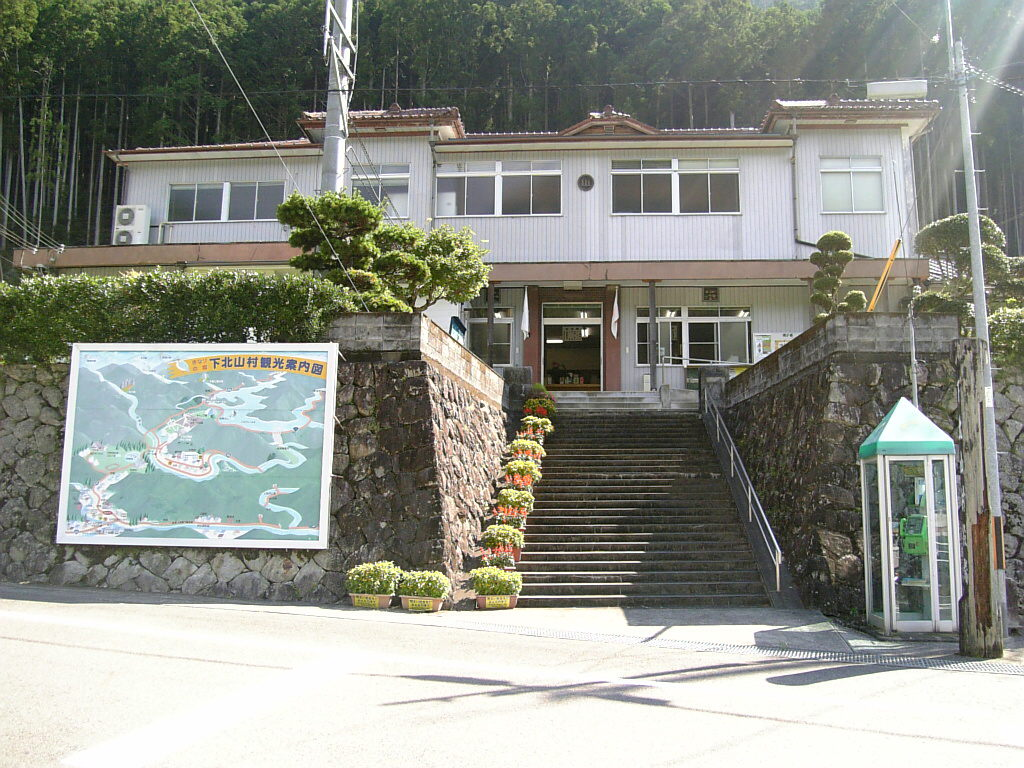
旧役場庁舎（2007年8月撮影）

### 大字
- 下桑原
- 上桑原
- 佐田
- 浦向
- 寺垣内
- 池峰
- 上池原
- 下池原
- 大瀬
- 前鬼

## 経済
県南部の山間部に位置しているため、交通も不便で経済活動は盛んではない。地元企業は温泉、ゴルフ場などの観光業や林業が中心にあるが、公営企業の性質や補助金などによる活動が主である。
2009年には岐阜県のIT企業を誘致して共同出資による会社を創業したものの、2011年に撤退した。
2020年より、東京に本社を置くソーシャルベンチャー企業の株式会社リヴァと奈良県と下北山村で三者協定を締結し、宿泊型転地療養サービス「ムラカラ」を運営している。

### 産業
- 林業
- 農業 - 下北春まな（大和野菜に指定）[1]

### 金融機関
- 南都銀行 北山支店（上池原）

### 農業協同組合（JAならけん）
- 下北山支店（寺垣内）

なお、ショップしもきた（上池原）にJAバンクATMが設置されている。

### 日本郵政グループ
- 日本郵便株式会社
  - 下北山郵便局（寺垣内） - 集配局。ゆうちょ銀行ATMのホリデーサービス実施局。
  - 上池原郵便局（上池原）
  - 桑原簡易郵便局（上桑原）

※下北山村内の郵便番号は「639-38xx」（下北山郵便局の集配担当）となっている。

## 姉妹都市・提携都市

### 国内
- 大阪府東大阪市

## 地域

### 人口
| |                                          |  |
| 下北山村と全国の年齢別人口分布（2005年） | 下北山村の年齢・男女別人口分布（2005年） |  |
| ■紫色 ― 下北山村 ■緑色 ― 日本全国 | ■青色 ― 男性 ■赤色 ― 女性                |  |
| 下北山村（に相当する地域）の人口の推移 \| 1970年（昭和45年） \| 2,360人 \| \| \| 1975年（昭和50年） \| 2,051人 \| \| \| 1980年（昭和55年） \| 1,800人 \| \| \| 1985年（昭和60年） \| 1,589人 \| \| \| 1990年（平成2年） \| 1,514人 \| \| \| 1995年（平成7年） \| 1,370人 \| \| \| 2000年（平成12年） \| 1,292人 \| \| \| 2005年（平成17年） \| 1,212人 \| \| \| 2010年（平成22年） \| 1,039人 \| \| \| 2015年（平成27年） \| 895人 \| \| \| 2020年（令和2年） \| 753人 \| \| |                                          |  |
| 総務省統計局 国勢調査より |                                          |  |
| 1970年（昭和45年） | 2,360人                                  |  |
| 1975年（昭和50年） | 2,051人                                  |  |
| 1980年（昭和55年） | 1,800人                                  |  |
| 1985年（昭和60年） | 1,589人                                  |  |
| 1990年（平成2年） | 1,514人                                  |  |
| 1995年（平成7年） | 1,370人                                  |  |
| 2000年（平成12年） | 1,292人                                  |  |
| 2005年（平成17年） | 1,212人                                  |  |
| 2010年（平成22年） | 1,039人                                  |  |
| 2015年（平成27年） | 895人                                    |  |
| 2020年（令和2年） | 753人                                    |  |

- 人口増加率（2002年→2007年）：-5.6%

### 教育
- 下北山村立下北山小中学校

## 交通

### 鉄道路線
- 鉄道路線は通っていない。最寄り駅は、JR東海紀勢本線尾鷲駅。1912年には当村と尾鷲市南輪内を結ぶ南紀軽便鉄道の鉄道敷設免許が取得されたが1915年に失効している[10]。

### バス
- R169ゆうゆうバス
  - 2015年10月1日、大淀バスセンターと下桑原(湯盛温泉杉の湯乗り継ぎ)を結んでいた奈良交通バス熊野線が廃止され、代替として大淀町・吉野町・川上村・上北山村・下北山村による、南部連携コミュニティバスR169ゆうゆうバスが運行されることとなった。
  - 運行は奈良交通に委託されている。停留所は旧熊野線を踏襲しているが、土・日・休日は西河から上市駅まで無停車となった。
  - ダイヤは1日1往復である。ただし、平日と土休日で大きく運行時刻が変わるので注意が必要である。また、12月29日から翌年1月3日までは運行されない。
- 下北山村営バス
  - 村内と和歌山県北山村の七色バス停を結んでいる。七色で熊野市自主運行バス（三交南紀交通の代替、三重交通の委託運行）および北山村営バスと接続し、熊野市駅まで乗り継げる。2006年9月30日までは奈良交通バス熊野線(当時)が直通していたが、以降、下桑原まで路線短縮された経緯があり、その代替路線となっている。
  - ダイヤは、午前に熊野方面2便(＋接続するスクールバス1便)、午後に下北山村方面2便である。土休日と12月29日から翌年1月3日までは運行されない。
    - 基本的には住民が熊野の市街地と往復することを想定したものであり、吉野方面から熊野方面まで(その逆も)バスを乗り継いで移動することは、宿泊しないと不可能である。(例:吉野方面からのR169ゆうゆうバスの村内着は平日は18時台であるが、熊野方面への村営バスは9時台に終わってしまう。)

  - 他に村内のみ運行される便もある。
  - 運賃は無料である。
- 奈良交通バス(廃止)
  - 運行の拠点として池原バス停に北山営業所を設置していたが、過疎化に伴う利用者減による合理化のため閉所された。
  - かつては池原を拠点の一つとして国道169号線を縦断し、三重県熊野市を経由し和歌山県新宮市まで至る路線が設定されており、八木新宮特急バスと共に紀伊半島縦断ルートを構成していた。
  - この路線は昭和期には北山峡特急バスとして、十津川を通る八木新宮特急バスと共に奈良交通の主要な通勤・観光長距離バスとしても機能していた。
  - 2014年10月の奈良交通のダイヤ改正でバスが1日1往復（朝上り1本・夕方下り1本）だけに減便されたため、それ以降は吉野方面からの訪問者が下北山村で日中に所用を足すには2泊3日が必要となっていた[11]。

### 道路
一般国道
- 国道169号
- 国道425号

一般県道
- 奈良県道229号上池原下桑原線

## 名所・旧跡・観光スポット・祭事・催事
- 吉野熊野国立公園

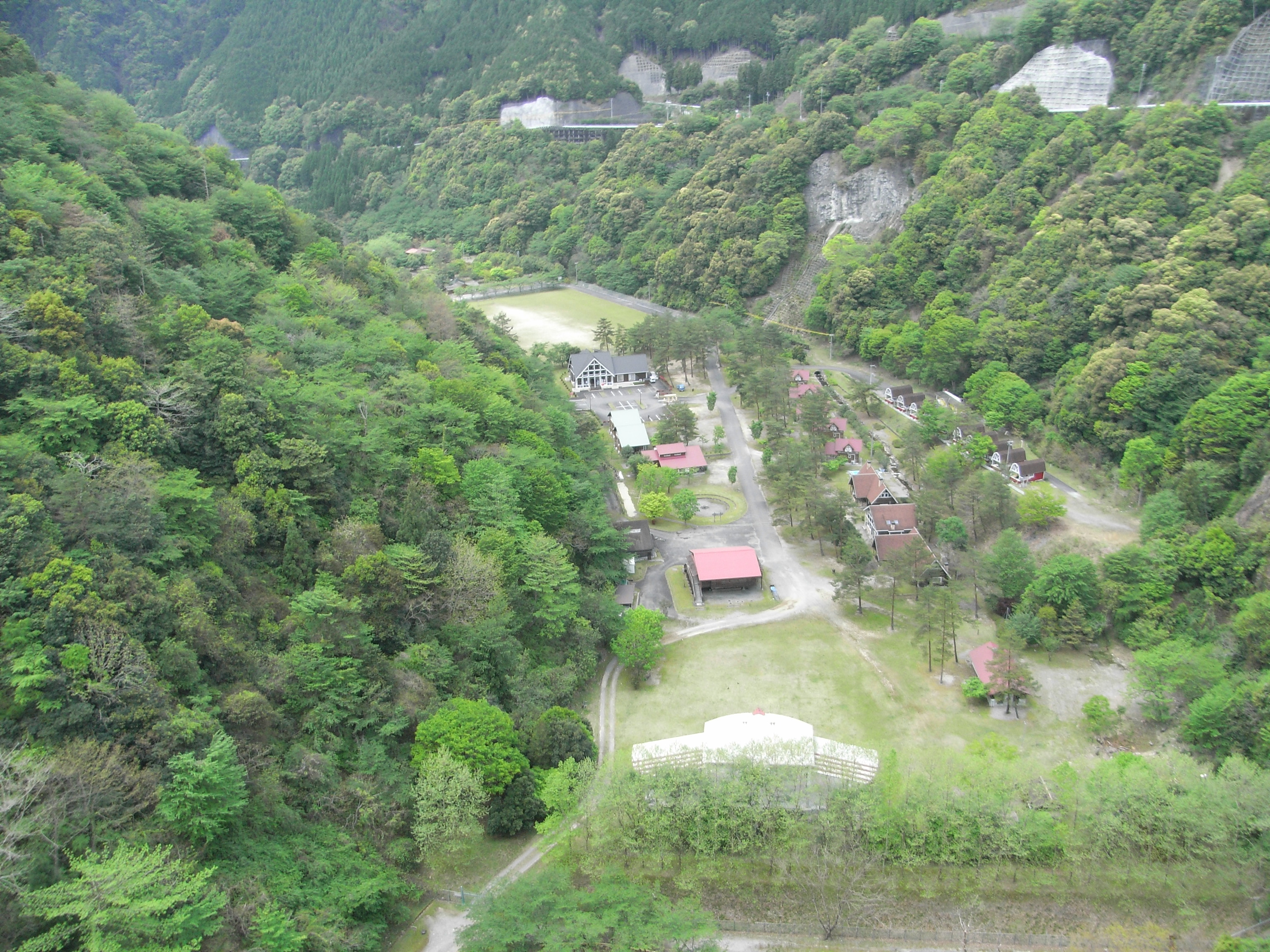
下北山スポーツ公園

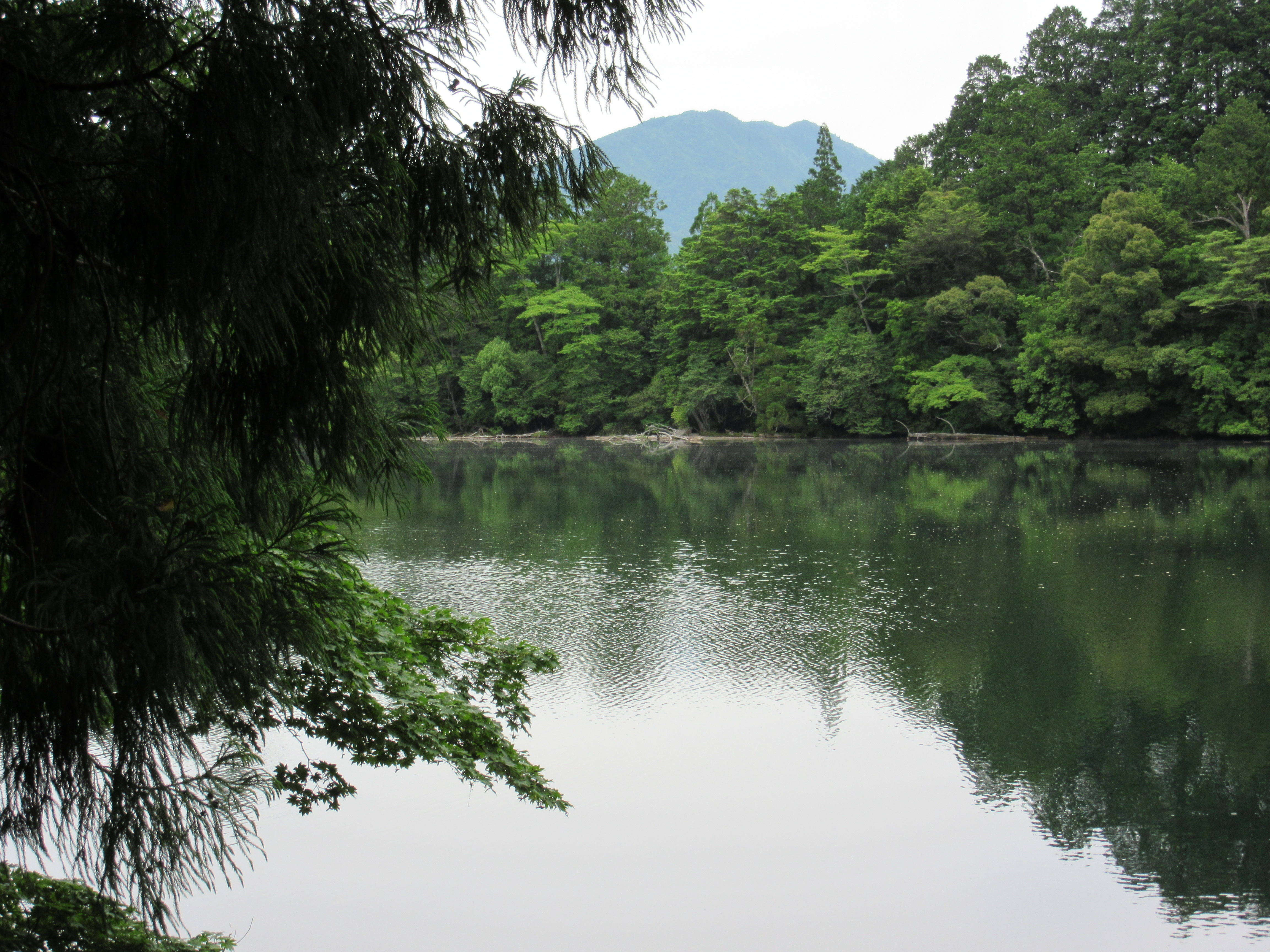
下北山村池峰・明神池

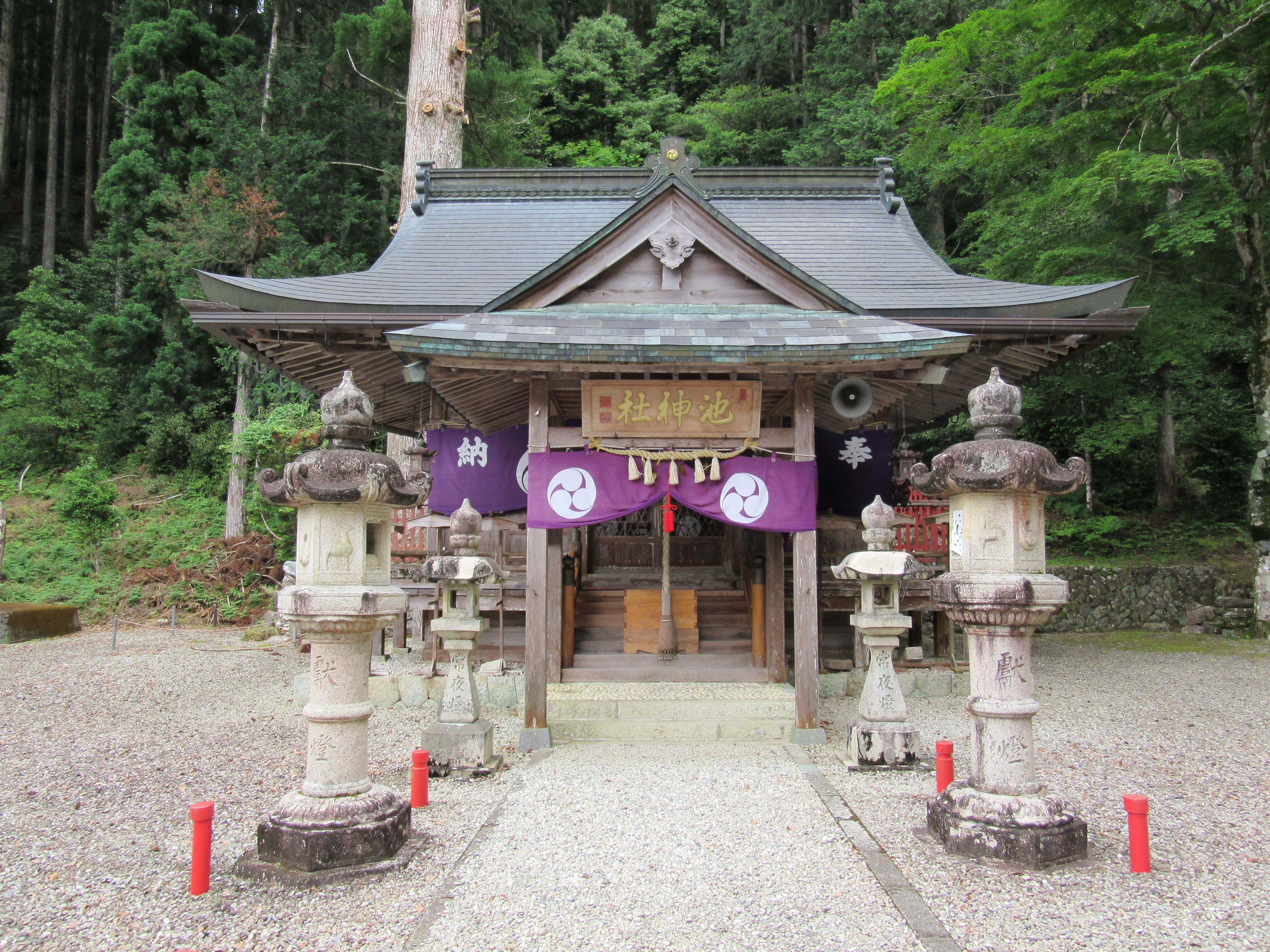
下北山村池峰・池神社

- 前鬼（ぜんき）・不動七重滝（日本の滝百選）
- 前鬼の里 - 大峯奥駈道の29番目の修験道行場・宿泊所「小仲坊」[12]。伝承によると、修験道の開祖・役行者が7世紀に大峯山を開いた際に、弟子である前鬼・後鬼の夫婦に修行者の守護のため当地で暮らすことを命じ、その子供5人がそれぞれ宿坊を開き、その5家が代々継いできた。明治時代の修験道禁止令により衰退したが、五鬼助家が営む「小仲坊」が現存する[13]。
- 栃の巨樹群生地（奈良県指定天然記念物）[1]
- 下北山スポーツ公園/道の駅きなりの郷 下北山- キャンプ場や各種グラウンド、ゴルフ場、宿泊施設、温泉を備えた総合スポーツ公園
- 明神池
- 池の平公園（国立公園特定地域）
- 池原ダム（ブラックバス釣り。日本全国のバサーの聖地）
- 池原橋

### 温泉
- きなりの湯

### 催事
- さくら祭（4月）
- 夏祭（8月中旬）